# The Original Monster
The Original Monster é a terceira temporada da série de televisão Monster, da Netflix. A temporada está prevista para estrear em 2025.

## Elenco e personagens
- Charlie Hunnam como Ed Gein
- Laurie Metcalf como Augusta Gein
- Tom Hollander como Alfred Hitchcock
- Olivia Williams como Alma Reville
- Emma Halleen como Suzette
- Lesley Manville
- Vicky Krieps
- Addison Rae
- Danielle Campbell
- Suzanna Son

## Produção

### Desenvolvimento
Em 7 de novembro de 2022, Monster foi renovada para a terceira temporada. Em 16 de setembro de 2024, Ryan Murphy anunciou que a terceira temporada abordará a história do assassino em série Ed Gein. Em 4 de outubro de 2024, Ryan Murphy anunciou que a terceira temporada se chamará The Original Monster. Em 21 de julho de 2025, Ryan Murphy anunciou que a temporada estreará em outubro de 2025.

### Seleção de elenco
Em 16 de setembro de 2024, Charlie Hunnam juntou-se ao elenco da temporada. Charlie interpretará o assassino em série Ed Gein. Em 15 de outubro de 2024, Laurie Metcalf, Tom Hollander e Olivia Williams juntaram-se ao elenco da temporada. Laurie interpretará Augusta Gein, mãe de Ed; Tom interpretará o diretor Alfred Hitchcock; Olivia interpretará Alma Reville, esposa de Alfred. Em 20 de novembro de 2024, Vicky Krieps juntou-se ao elenco da temporada. Em 26 de novembro de 2024, Emma Halleen juntou-se ao elenco da temporada. Em 3 de fevereiro de 2025, Addison Rae e Suzanna Son juntaram-se ao elenco da temporada. Em 5 de maio de 2025, Danielle Campbell juntou-se ao elenco da temporada. Em 15 de julho de 2025, Lesley Manville juntou-se ao elenco da temporada.

### Filmagens
As filmagens ocorreram entre novembro de 2024 e abril de 2025.